# Невилл, Крис
Крис Невилл (англ. Kris Ottman Neville; 9 мая 1925 года — 23 декабря 1980 года) — американский писатель-фантаст.
Выпускник Калифорнийского университета (1960). Эксперт по синтетическим смолам. Знаток химической промышленности США. Первая публикация научно-фантастического произведения — «Рука со звезд» (1949). Автор рассказа (short story) «Лес Зила» (1967), дилогии «Бетти-Энн» (1951) и «Дети Бетти-Энн» (1973). Наиболее известны такие произведения, как «Люди-неземляне» (1964), «Мутанты» (1953) и «Опасность для звездолетчиков». Соавтор своей жены Лил Невилл (1954). Творчеству Невилла присущи юмор и самоирония. Самобытный подход писателя к многоуровневому описанию фантастической флоры и к острой постановке экологических проблем в рассказе «Лес Зила» оказал влияние на последующие произведения других авторов из разных стран. Существовала версия, что он повлиял и на сюжет «лесной» части романа «Улитка на склоне» братьев Стругацких, однако именно эта часть была опубликована в СССР в сборнике фантастики «Эллинский секрет» весной 1966 года, то есть за год до выхода в свет «Леса Зила» Невилла.

## Сборники
- «Миссия: стоянка человека» (1971)
- «Научная фантастика Криса Невилла» (посмертно, 1984)